# Infernul (Dante)
Infernul este o parte din lucrarea poetică Divina Comedie, scrisă  de Dante Alighieri între 1307 și 1321, care mai cuprinde și părțile numite Purgatoriul (Purgatorio) și Paradisul (Paradiso).
Dante, rătăcit într-o pădure unde voia să ia o ramură pentru sărbătoarea Floriilor, se trezește la un moment dat înconjurat de o panteră, de un leu și o lupoaică. Cuprins de spaimă, îi vine o umbră în ajutor: este poetul Virgiliu, care îl va conduce prin Infern, singura posibilitate de a ieși din pădure. Deasupra intrării în infern stă scris, conform lui Dante, Lasciate ogni speranza, voi ch'entrate. („Lăsați orice speranță, voi cei care intrați”).
Divina Comedie nu este o creație tipic medievală ce respectă cuminte și neabătut preceptele moralizatoare, cu puternice valențe religioase, ci probează și destulă disidență față de ceea ce se scria la vremea respectivă, prin concretețea imediată a dramatismului realității poemului. Alighieri și-a numit opera simplu, Comedia, până când umanistul și poetul Giovanni Boccaccio îi adaugă atributul de „divină” în semn laudativ față de măreția celor scrise.
în Infernul dantesc, scriitorul este însoțit de poetul Virgil în pogorârea pe tărâmul celor fără tihnă. Infernul apare în imaginarul lui Alighieri drept o pâlnie a căror cercuri concentrice și descendente duc treptat către inima Iadului și în proximitatea lui Lucifer. Dante reușește să ierarhizeze tarele și slăbiciunile omenești, iar pentru fiecare lipsă a virtuții, răsplata în viața de apoi este echivalentă și cinstită în ferocitatea ei. 

## Personaje
- Dante, protagonistul călătoriei prin Infern
- Virgiliu, călăuza lui Dante, ales de Beatrice Portinari
- Caron
- Minos
- Francesca da Rimini și Paolo Malatesta
- Filippo Argenti
- Farinata degli Uberti
- Nessus
- Ulise
- Guido da Montefeltro
- Contele Ugolino
- Lucifer

## Conținut

### Primul cerc
Aflându-se la începutul drumului său, Dante este nevoit să treacă, împreună cu Virgiliu, prin primul cerc al infernului, cunoscut sub numele de ,,Limb”. Acesta cuprinde marii filozofi și poeți greci care s-au născut înaintea lui Hristos (Homer, Platon, Aristotel etc.), Dante având ocazia să vorbească cu dânșii. Pe lângă păgâni, se mai aflau și oameni nebotezați, printre care se aflau chiar și copii.

#### Limbul
Înainte de primul cerc, sau anticamera infernului, avem hoarda lașilor. Aceștia se zbat goi, mâncați de viermi și de muște. Apoi, înaintând, descoperim primul cerc este cel al oamenilor virtuoși, dar care nu au apucat să fie botezați, fiind astfel considerați păgâni. Pedeapsa lor e că sunt situați într-o formă inferioara Paradisului și locuiesc într-un castel cu șapte porți, reprezentative pentru cele șapte virtuți: castitatea (curățenia), cumpătarea (temperanța), caritatea (milostenia), hărnicia, răbdarea, bunătatea și modestia (smerenia), opuse celor șapte păcate capitale. Aici îi întâlnim pe Aristotel, Socrate, Iulius Cezar, etc..

### Al doilea cerc

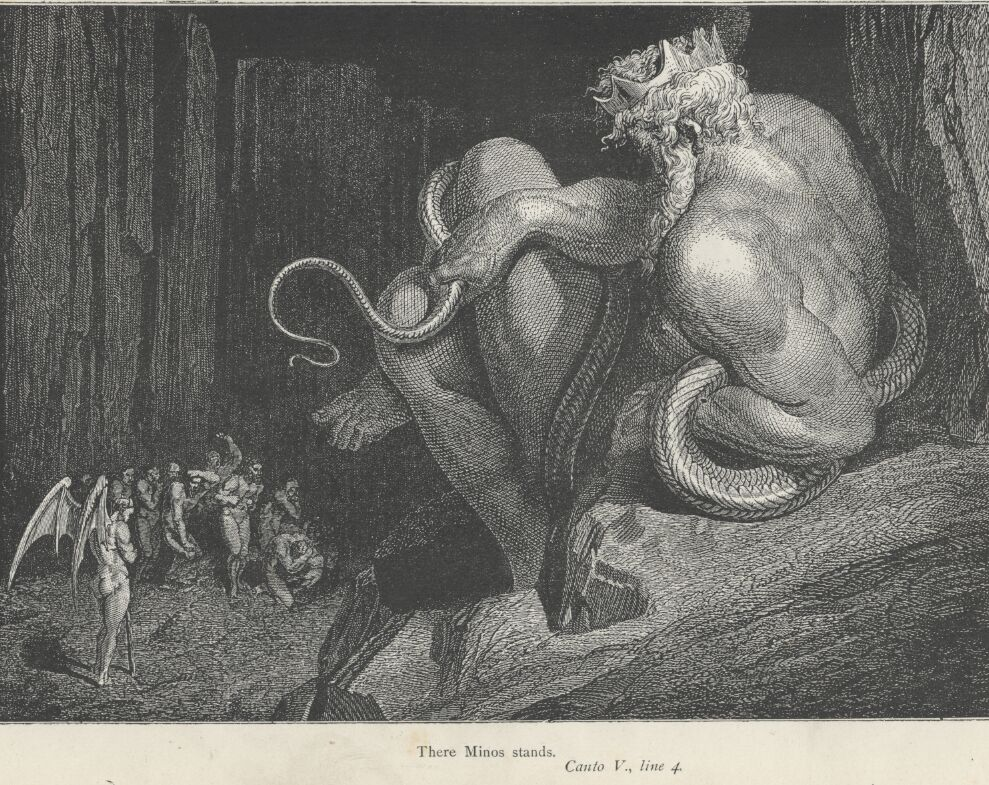
În al doilea cerc se află regele Minos, care judecă toate sufletele.

#### Desfrânații
Următorul cerc descendent le este rezervat desfrânaților și păcătoșilor din dragoste. Aici, sufletele celor ce au comis păcatele acestea sunt condamnați să fie spulberați de un vânt violent, ce-i împiedică să-și găsească liniștea, simbol al chinurilor prin care au trecut din cauza dorințelor carnale cât erau în viață. Dante și Virgil îi întâlnesc aici pe Cleopatra, Elena din Troia, Paris, Ahile sau Tristan. 

### Al treilea cerc
„
„Prin mine mergi la cuibul întristării,
prin mine mergi la vecinic plâns fierbinte,
prin mine mergi la neamul dat pierzării.
Justiția mișca pe-al meu Părinte
puterea cea divină m-a durat,
iubirea primă și suprema minte.
Când eu n-am fost, nimic n-a fost creat,
ci vecinic tot și-n veci voi fi durată.
să lase-orice speranță cine-a'ntrat.”
”— Inscripția de pe poarta Infernului, Cântul III

#### Mâncăii
Când ajung în cel de-al treilea cerc, Dante și Virgil dau peste un monstru înfiorător, Cerberul, care stă de pază și îi veghează pe cei ce nu au cunoscut cumpătarea în desfătările trupești. Păcătoșii se zvârcolesc întru eternitate într-o mocirlă întreținută perpetuu de o grindină. Starea în care se află sufletele e rezultatul unei vieți fără limite, în care doar plăcerile egoiste au primat. În acest cerc, cei doi întâlnesc oameni obișnuiți. 

### Al patrulea cerc

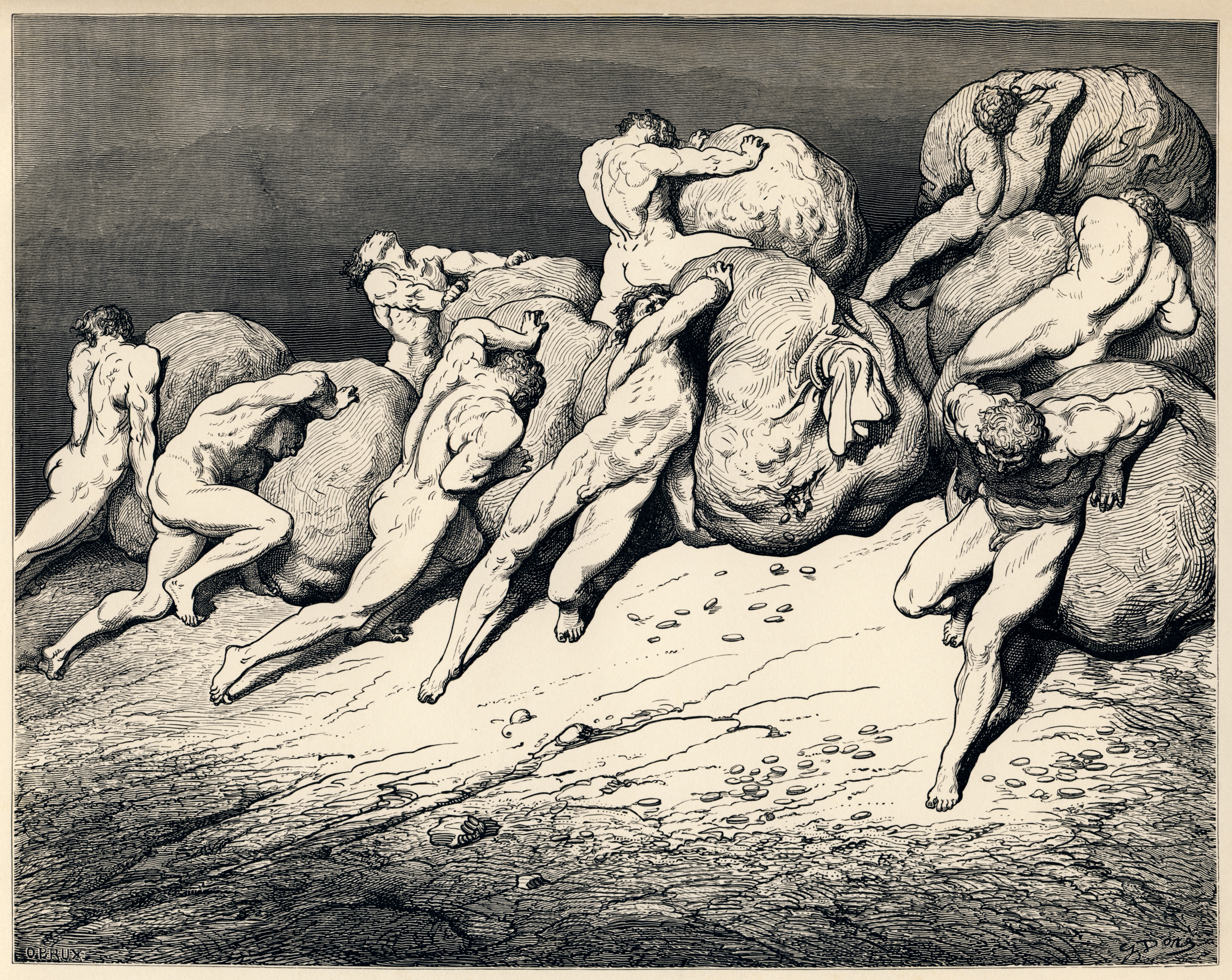
În al patrulea cerc cei păcătoși sunt forțați să împingă cu pieptul roci enorme.
Ilustrație de Gustave Doré

#### Zgârciții și risipitorii
Guvernați de zeul grec al lumii subterane, Pluton, nenorociții din cercul al patrulea îndură o pedeapsă sisifică, fiind forțați să împingă cu pieptul roci enorme, simbol al ambițiilor și lăcomiei după bani. Ei sunt împărțiți în două părți: cei care acumulau posesii și cei care le-au risipit. Păcătoșii aceștia se canonesc atât de tare și se concentrează la munca lor atât de intens, că Dante și Virgil nu apucă să le adreseze vreun cuvânt. Printre aceste suflete, întrezărim oameni ai bisericii și chiar și papi. 

### Al cincilea cerc

#### Furioșii
Este locul în care cei mânioși și cei ursuzi din pricina mâniei sunt pedepsiți, fiind nevoiți să se zvârcolească în noroi, pe deasupra râului Styx, luptându-se cu pumnii, se mușcă, se sfâșâie între ei. Pentru păcatul de a nu avea răbdare, de a sări să judece și să spurce, aceștia sunt astfel forțați să-și ducă povara păcatului lor fără tihnă. Tot aici, Dante și Virgil sunt întâmpinați de furiosul reprezentativ, și anume politicianul Filippo Argenti, un om de bază florentin. 

### Al șaselea cerc

#### Ereticii
Cu cât coborâm mai adânc în măruntaiele iadului, cu atât densitatea și intensitatea trăirilor se amplifică. Astfel, în această regiune au fost adăpostiți ereticii și blasfemiatorii, scepticii care au fost blestemați să se perpelească în morminte de foc, simbolul patimilor și urilor ce i-au mistuit cât erau în viață. Aici, Dante li se adresează câtorva figuri impunătoare în istorie, cum ar fi filosoful Epicur sau Frederic al II-lea al Sfântului Imperiu Roman. 

### Al șaptelea cerc

#### Violenții, sinucigașii, cămătarii
Cercul următor este împărțit în trei brâuri. Avem astfel, în primul brâu, pe cei care, în viața lor, s-au arătat violenți cu aproapele lor. Păcatele de care se fac vinovați i-au azvârlit într-un mâl de sânge clocotitor, până la gât, în care se frământă. Sunt guvernați de Minotaur, iar dintre figurile importante peste care Dante va da se numără Alexandru cel Mare sau Dionis.
Al doilea brâu al cercului este și mai sinistru, dacă suportă un nivel de comparație. Aici se află sinucigașii, transformați într-un desiș de crengi noduroase, pline de țepi și otrăvitori, sfâșiate de Harpii, torționari antici. Dante rupe o creangă care apoi sângerează. Figura reprezentativă pentru acest loc este juristul Pier delle Vigne. Tot în acest loc se află cei care și-au bătut joc de bunurile personale, păguboșii sau pustiitorii, vânați de câini fioroși și înfometați, și care sfârșeau prin a fi hăcuiți de aceștia.
În cel de-al treilea și ultimul brâu al cercului șapte, Dante dă peste o întindere pustie și stearpă, unde sufletele sunt goale, hăituite de o ploaie de foc eternă, pârjolite și urlând a disperare. Locul le este rezervat cămătarilor, sodomiților. 

### Al optulea cerc

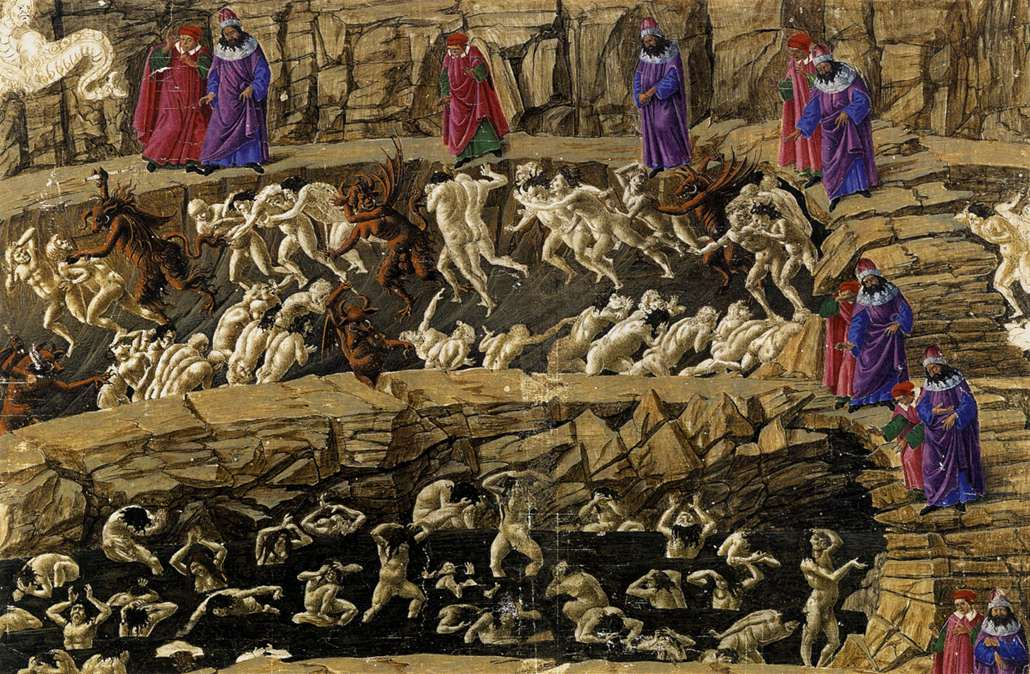
Dante și Virgil în a doua bolgie din al optulea cerc al infernului. A doua bolgie le e rezervată lingușitorilor, care sunt obligați să stea într-o mare de excremente.

#### Proxeneții, lingușitorii, simoniacii, ghicitorii
Un cerc imens, alcătuit din mai multe bolgii, terifiant și sinistru, alocat unora dintre cei mai mari nevrednici. Avem așadar, prima bolgie, pentru proxeneți și seducători, care ni se înfățișează goi, biciuți de diavoli. A doua bolgie le e rezervată lingușitorilor, care sunt obligați să stea într-o mare de scârnă. Bolgia a treia este destinată simoniacilor, preoților ce eliberau indulgențe și celor cărora nu te puteai spovedi fără să plătești. Acești atârnau cu capul în jos în gropi minuscule, iar tălpile le erau arse de flăcări.
Dante trece podul către bolgia 4, unde întâlnim ghicitorii. Păcătoșii aceștia au capul întors în spate și plâng în continuu. Bolgia 5 este locul politicienilor corupți, delapidatorilor, care sunt aruncați în smoală și sunt împinși cu sulițele înapoi când încearcă să iasă. Bolgia 6, ipocriții, care pășesc sub povara unei mantii de plumb. Aici îl întâlnim pe unul dintre cei mai mari ipocriți, preotul Caiafa, care a îngăduit răstignirea lui Iisus în ciuda faptului că știa că era nevinovat. Damnații din această bolgie îl calcă în picioare în defilarea lor veșnică sub greutatea capei de plumb.
Bolgia a 7-a ni-i înfățișează pe hoți, fugăriți de șerpi care îi mușcă, a 8-a bolgie le este rezervată sfătuitorilor de rău, care se bălăcesc pe fundul bolgiei, învăluiți de limbi de foc, în bolgia a 9-a sunt semănătorii de vrajbă, care bântuie eviscerați, cu organele la vedere, alții cu căpățânile în mâini. În ultima bolgie, îi găsim pe falsificatori, alchimiști și cei care au comis sperjur. Falsificatorii zac grămadă unii peste ceilalți, smulgându-și pielea, pe când alchimiștii au trupurile putride, umflate de apă. 

### Al nouălea cerc

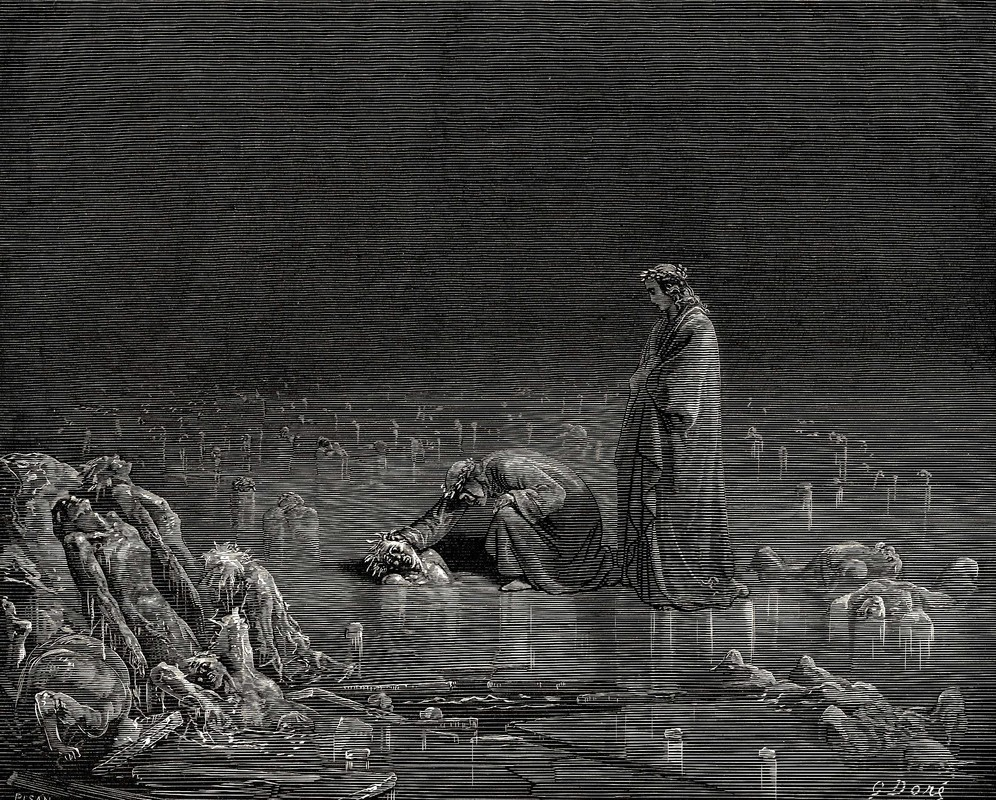
Dante vorbește cu trădătorii înghețați din al nouălea cerc.

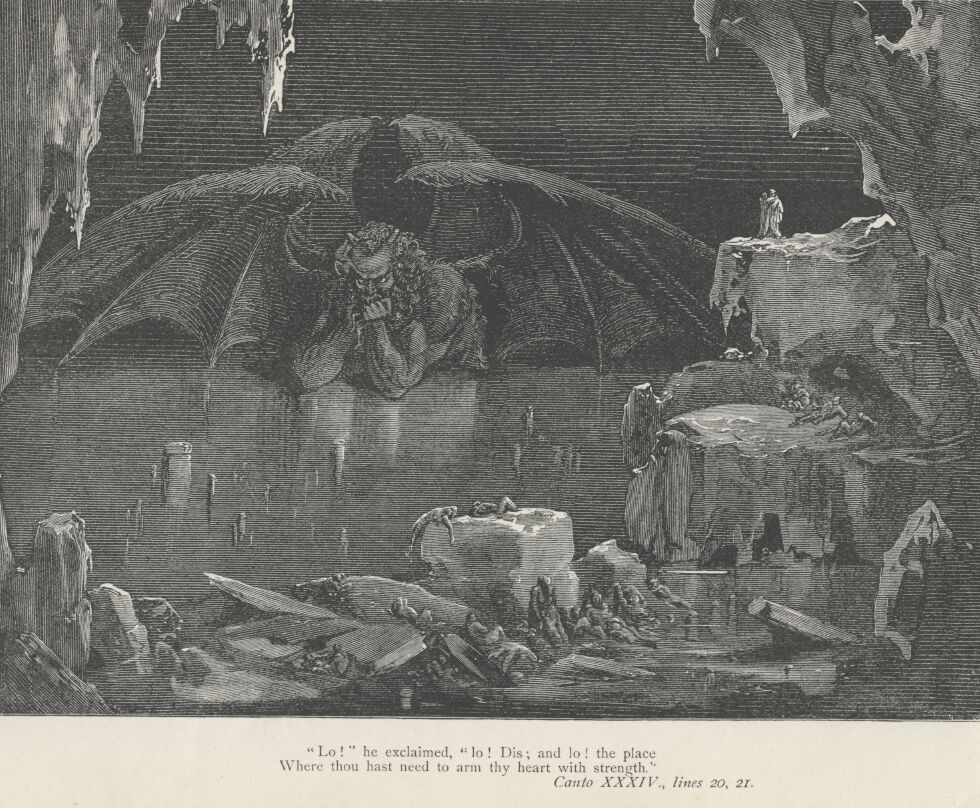
Lucifer este prins în gheață în centrul celui de-al nouălea cerc.

#### Trădătorii
Aici suntem cel mai aproape de Lucifer, de capătul lumii htoniene. Aici bolesc și rabdă o neclinteală veșnică cei mai mari păcătoși de pe pământ, în viziunea lui Dante, și anume trădătorii. Toți sunt scufundați și claustrați pe vecie într-un lac de gheață. Și acest cerc este alcătuit din mai multe brâuri, și anume patru. În funcție de severitatea păcatului, sufletele sunt fie mai aproape de suprafață, fie mai adânc înfipte în lacul de gheață. Cei mai mari trădători dintre trădători sunt cei ce i-au vândut pe făcătorii de bine (îl găsim aici pe Iuda, evident). Aceștia stau paralizați în imensitatea de gheață și își ronțăie țestele unii altora pe vecie.

## Legături externe
- https://hyperliteratura.ro/cele-noua-cercuri-ale-infernului-dante/ Arhivat în 29 decembrie 2017, la Wayback Machine.

## Vezi și
- Dante's Inferno: An Animated Epic